# Anomala exaratior
Anomala exaratior är en skalbaggsart som beskrevs av Ohaus 1924. Anomala exaratior ingår i släktet Anomala och familjen Rutelidae. Inga underarter finns listade i Catalogue of Life.